# Urszula Rusecka
Urszula Beata Rusecka z domu Chulist (ur. 11 września 1966 w Krakowie) – polska polityk i działaczka samorządowa, posłanka na Sejm VII, VIII, IX i X kadencji.

## Życiorys
W 1990 ukończyła studia na Wydziale Ekonomiki Obrotu Akademii Ekonomicznej w Krakowie. Prowadziła własną działalność gospodarczą, była następnie dyrektorem Zarządu Budynków Komunalnych w Wieliczce. Od 2010 do 2014 pełniła funkcję zastępcy burmistrza Wieliczki, następnie objęła stanowisko pełnomocnika burmistrza tej miejscowości ds. edukacji. W latach 1998–2002 i 2006–2010 zasiadała w wielickiej radzie miejskiej. W wyborach samorządowych w 2014 z ramienia Prawa i Sprawiedliwości została wybrana do sejmiku małopolskiego V kadencji.
W wyborach w 2011 z listy PiS bezskutecznie kandydowała do Sejmu w okręgu tarnowskim, otrzymując 7787 głosów. Mandat posłanki VII kadencji objęła jednak 23 czerwca 2015, zastępując Edwarda Czesaka. W wyborach w październiku tego samego roku z powodzeniem ubiegała się o poselską reelekcję (dostała 16 971 głosów). W 2019 została wybrana na kolejną kadencję Sejmu, otrzymując 18 321 głosów. W czerwcu 2022 została zastępcą rzecznika prasowego Prawa i Sprawiedliwości. W 2023 utrzymała mandat poselski na kolejną kadencję (z wynikiem 17 080 głosów). W 2024 z ramienia PiS wystartowała w wyborach do Parlamentu Europejskiego z okręgu nr 10.